# Maestro (Roman)
Maestro ist ein 1989 im Original in Australien erschienener Entwicklungsroman von Peter Goldsworthy, der damit nach Kurzgeschichten- und Lyrik-Veröffentlichungen als Romanautor debütierte. Auf Deutsch erschien das Buch 2007 im Deuticke Verlag.

## Inhalt
In den vorgeblichen „Memoiren“ geht es um den fünfzehnjährigen Paul Crabbe, der 1967 gerade mit seinen Eltern von Südaustralien nach Darwin im äußersten Norden Australiens gezogen ist. Vater John, ein im Krankenhaus angestellter Amtsarzt, und Mutter Nancy, eine nicht mehr berufstätige Bibliothekarin, sind charakterliche Gegenpole, die nur über die Musikliebe eine Verbindung haben. Beide spielen vorzüglich Klavier. John hatte Ambitionen, sich weiter zu verbessern, wurde aber von dem „Maestro“ genannten österreichischen Emigranten Eduard Keller nicht als Schüler angenommen. Die Eltern schicken nun ihren – ebenfalls begabten – Sohn zu ihm. Der 81-Jährige haust in einem Hotel, dessen Bar und Biergarten Treffpunkt der Trinkerszene ist, zu der er selbst offenbar auch gehört. Hier, im stickigen, von einem Flügel und einem Pianino fast gänzlich ausgefüllten Zimmer, wird Paul jeden Dienstag Unterricht der besonderen Art zuteil. Aufgrund Kellers schroffen Gebarens und seiner ungewöhnlichen Lehrmethode ist Paul innerlich übellaunig und projiziert die Vorstellung von einem untergetauchten Nazi auf ihn. Paul und John interessieren sich für Kellers Vergangenheit: John ist wegen eines Lexikon-Eintrags, der angibt, Keller sei – wenn auch nur mittelbar – Liszt-Schüler gewesen, neugierig geworden, Paul treibt mehr die Nazi-Vermutung an.
Paul erspielt sich bei einer offiziellen Prüfung ein „Sehr gut mit Auszeichnung“. Zur elterlichen Verwunderung dämpft Keller die Euphorie der Crabbes. Die Technik sei perfekt, merkt er an, aber es fehle das „kleine Etwas“, und dieses „Etwas“ sei „Alles“.
In den Ferien stöbern Paul und Nancy in Bibliotheken nach Spuren von Eduard Keller. Der hartnäckigere Paul vertieft sich in die vielen Regalmeter und entdeckt schließlich eine aufschlussreiche Fußnote, in der es heißt, Kellers jüdische Frau, eine Wagner-Opernsängerin, sei 1942 im KZ Auschwitz umgebracht worden. Keller selbst wird als 1944 verstorben vermerkt. Diese Entdeckung führt während einer Autofahrt zu einer Diskussion zwischen den Eltern, der Paul zwar interessiert zuhört, aber im Kopf geht ihm gleichzeitig der von ihm heimlich beobachtete Geschlechtsakt zwischen Bibliotheksregalen herum.
Zu einem örtlichen Konzert des Sinfonieorchesters Brisbane erscheint der betrunkene „Maestro“ Keller wie auch Pauls Klassenkameradin Rosie Zollo, mit der er regelmäßig freie Zeit im Musikraum der Schule verbringt, wobei ihn ihre Annäherungsversuche stören; schließlich ist Megan das Mädchen in seinen „feuchten Träumen“. Sich in die Sitzreihe Quetschende lassen Paul und Rosie enger zusammenrücken, was Paul sexuell erregt. Auf andere Art erregt ist Keller, als ein Wagner-Stück erklingt, denn er beginnt unkontrolliert zu schreien und zu weinen. Für Paul und Rosie endet der Nachmittag mit erfüllendem Sex in einem nahen Gebüsch.
In eine Musikraum-Zweisamkeit platzt die Schulband. Zwei der drei Mitglieder sind Rowdys; der eine, Jimmy, hat Paul bereits verprügelt, der andere, Scotty, ist Megans Freund, der dritte ist der sensible Reggie. Die Vertreibungsabsicht der drei endet im Wunsch, an Pauls musiktheoretischem Wissen zu partizipieren, am besten als Keyboarder in ihrer Rock-’n’-Roll-Band. Auf diese Weise erlangt Paul gewissermaßen eine Schläger-Immunität, aber gleichzeitig entfremdet es ihn von seinem Freund Bennie, der nach wie vor Opfer der Rabauken ist. Außerdem interessiert sich die zuvor abweisende Megan plötzlich für Paul. Der Sex mit ihr ist allerdings enttäuschend. Bald steht die Teilnahme am jährlichen „Battle of the Sounds“ an.
Zwischenzeitlich besucht Paul die Klavierstunden und stellt in Spielpausen Keller forsch Fragen zu seiner Wiener Zeit. Später wird er noch die KZ-Tätowierung entdecken, aber wieder ausweichende Antworten erhalten.
Den Bandwettbewerb gewinnen die Schüler, indem sie ihre Songauswahl nach dem Geschmack des Jurors ausrichten. Keller überzeugt Paul davon, parallel zur Endausscheidung in Adelaide an einem dortigen Klavierwettbewerb teilzunehmen. Er reist persönlich mit, um Paul am zweiten Klavier zu begleiten. Nachdem die Rock-’n’-Roller beim Bandwettbewerb in allen Belangen den Konkurrenten hinterherhinkten und als Gruppe auseinandergingen, konzentriert sich Paul auf den Klavierwettbewerb, den er als Drittplatzierter abschließt.
Am Ende der Highschool-Zeit hat Paul seine letzte Unterrichtsstunde. In dieser ist Keller bei reichlich Schnapsgenuss hinsichtlich seiner Familiengeschichte auskunftsfreudiger als sonst, allerdings überwiegt in Paul die Begierde nach der im Auto wartenden Rosie, sodass es bei Andeutungen bleibt.
1974 blickt Paul zurück: Er lebt inzwischen in Adelaide, hat mehrere Klavierlehrer verschlissen, vornehmlich weil er mit der Wiedergabe von Kellers Doktrin aneckte. Immerhin heimste er Preise ein, sodass er mit Aussicht auf ein Leben als Konzertpianist sein Jurastudium aufgab. Da Keller die Erfolge seines ehemaligen Schützlings per Post kritisch kommentierte, ließ Pauls herangereifte Zuneigung zu dem Österreicher in den letzten beiden Jahren nach.
In einer durch künstlerische Stagnation und Selbstzweifel ausgelösten Schaffenspause bringt er in Wien endlich Licht ins Dunkel um Eduard Keller: Keller meinte, wenn er privat für Hitler spielte, werde seiner Frau und seinem Sohn schon nichts passieren. Seinen Irrtum büßte er, indem er kein Österreicher mehr sein, sondern als Jude gelten wollte. Er wurde wie zuvor seine Angehörigen deportiert. Einen Todesmarsch soll er nicht überlebt haben.
Der Bericht setzt 1977 wieder ein. Zurück liegen Musikschullehrerjahre in Melbourne, die Heirat mit Rosie und die erste Vaterschaft. Die Verbindung zu Keller ist nie ganz abgerissen, war aber auch nicht besonders tiefschürfend. Von Kellers schwerer Krankheit erfahrend, reist er nach Darwin zu ihm ins Hospiz. Ein intensiver Gedankenaustausch ist nicht möglich, trotzdem besucht er ihn täglich. Nach dessen Tod verspürt Paul eine Leere, weil sein „Sicherheitsnetz“ zerrissen wurde. Es gelingt ihm nicht, dem „Maestro“ etwas von seiner Würde zurückzugeben, da niemand die traurige Geschichte hören will. Erinnerungen an die Jugend werden wach, worin Eduard Keller einen festen Platz hat.

## Hintergrund
Das Buch basiert lose auf den Erlebnissen von Goldworthys Tochter Anna im Zuge des Klavierunterrichts bei der russischen Pianistin Eleonora Sivan, die 1981 als Emigrantin nach Adelaide gezogen war. Anna Goldsworthy ist heute eine versierte Konzertpianistin und Autorin. Sie ist Direktorin des Elder Conservatorium of Music an der University of Adelaide.

## Rezeption
Bis 2008 wurden in Australien 200.000 Exemplare von Maestro verkauft. Ins Deutsche übersetzt, fand der Roman auch in Deutschland und Österreich Beachtung. Die Australian Society of Authors (ASA) wählte ihn Anfang des 21. Jahrhunderts in die Liste der „40 besten australischen Bücher aller Zeiten“. Eine Neuauflage erschien 2001 innerhalb der Angus-&-Robertson-Classic-Reihe.
Der Roman ist in Australien Schullektüre.
In einer Lesermeinung heißt es, der Roman sei in jeder Hinsicht ein kleines Meisterwerk.
In der Autorenvorstellung des Internationalen Literaturfestivals Berlin heißt es, Goldsworthy erinnere mit „dem klaren, trügerisch einfachen Stil an Hemingway“. Die Schulerlebnisse, Familienanekdoten und Musikbetrachtungen würden sich „feinfühlig mit Berichten aus den Klavierstunden“ mischen. In der thematisierten „eigenwilligen Freundschaft“ stecke viel Lebensklugheit.

## Adaptionen
Der Roman erfuhr sowohl eine Bearbeitung für die Bühne als auch fürs Kino. Erstere besorgte Goldsworthy zusammen mit seiner Tochter Anna. Premiere feierte das Stück am 27. Februar 2009 im Her Majesty’s Theatre in Adelaide. Zuvor fanden bereits andere Stoffe von Goldsworthy den Weg auf die Bühne. Der Film wurde Anfang der 2020er-Jahre mit Klaus Maria Brandauer als Maestro und Madeleine Madden als Rosie gedreht. Die Klavierstücke spielte Lang Lang, die Kostüme stimmte Birgit Hutter ab.